# ناحیه بیورتون، میشیگان
ناحیه بیورتون (به انگلیسی: Beaverton Township) یک منطقهٔ مسکونی در ایالات متحده آمریکا است که در شهرستان گلدوین، میشیگان واقع شده‌است.
 ناحیه بیورتون ۹۲٫۱ کیلومتر مربع مساحت و ۱٬۸۱۵ نفر جمعیت دارد و ۲۲۲ متر بالاتر از سطح دریا واقع شده‌است.